# 2018 BD
2018 BD est un astéroïde géocroiseur de type Apollon, découvert le 18 janvier 2018, juste avant son approche de la Lune.
2018 BD a une distance minimale d'intersection de 900 km de la Terre.

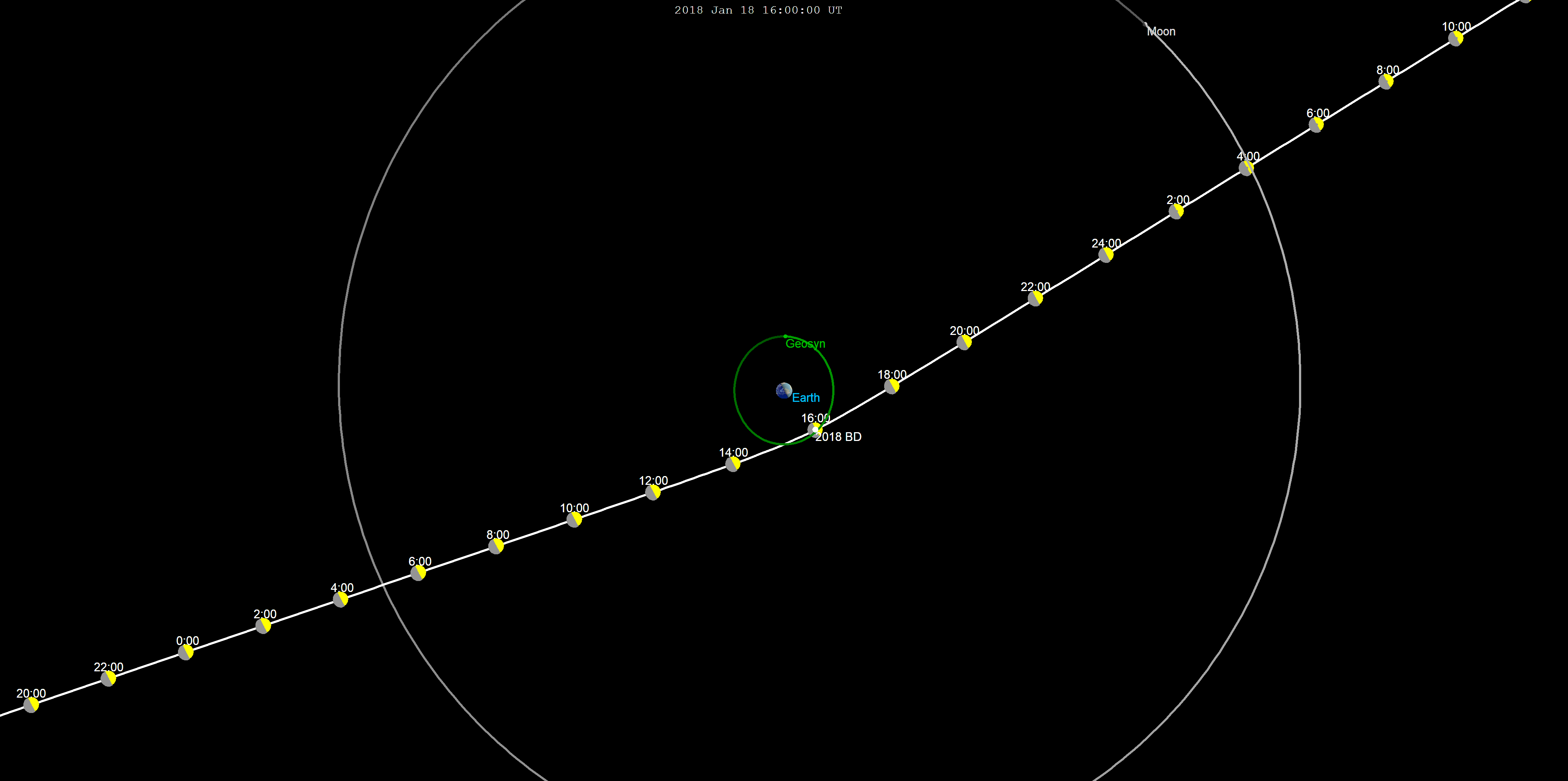
2018 BD passe près de l'orbite géostationnaire.
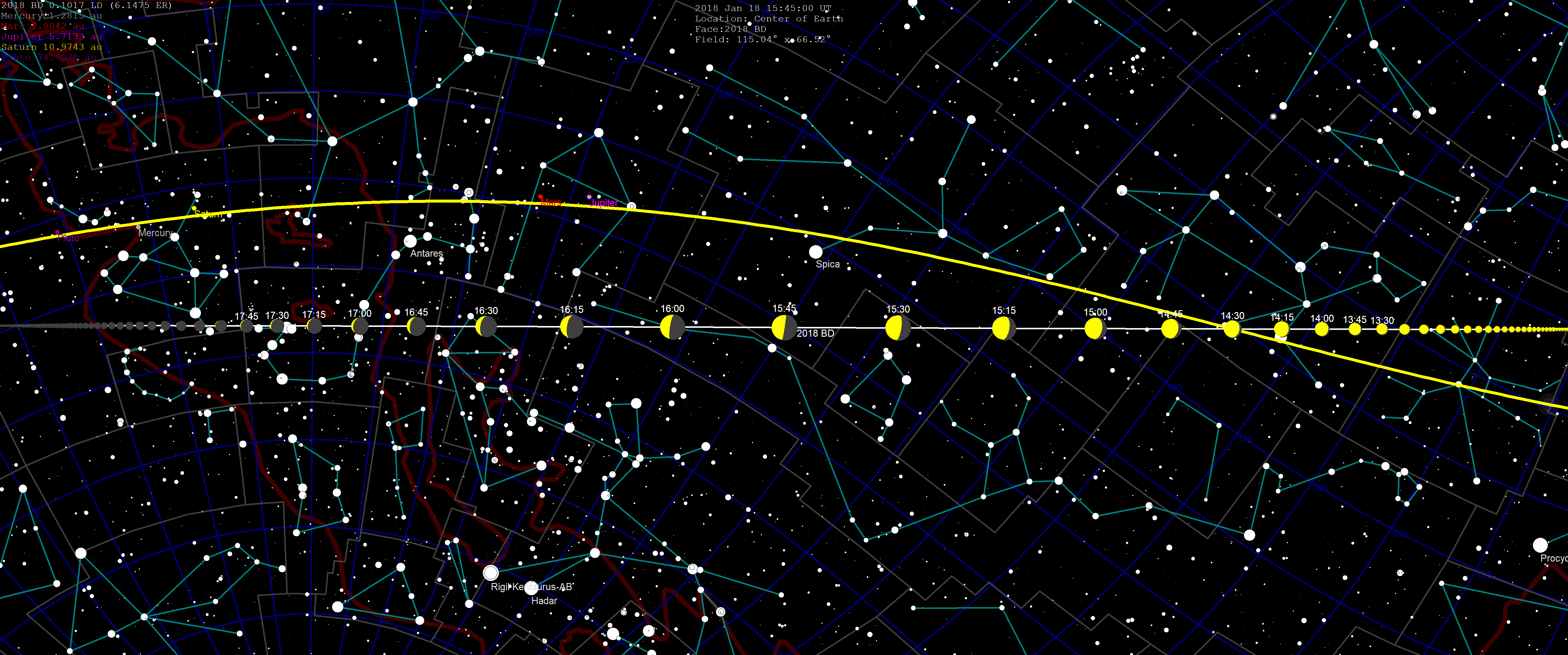
Passage de l'est à l'ouest.